# Coelhinho da Páscoa

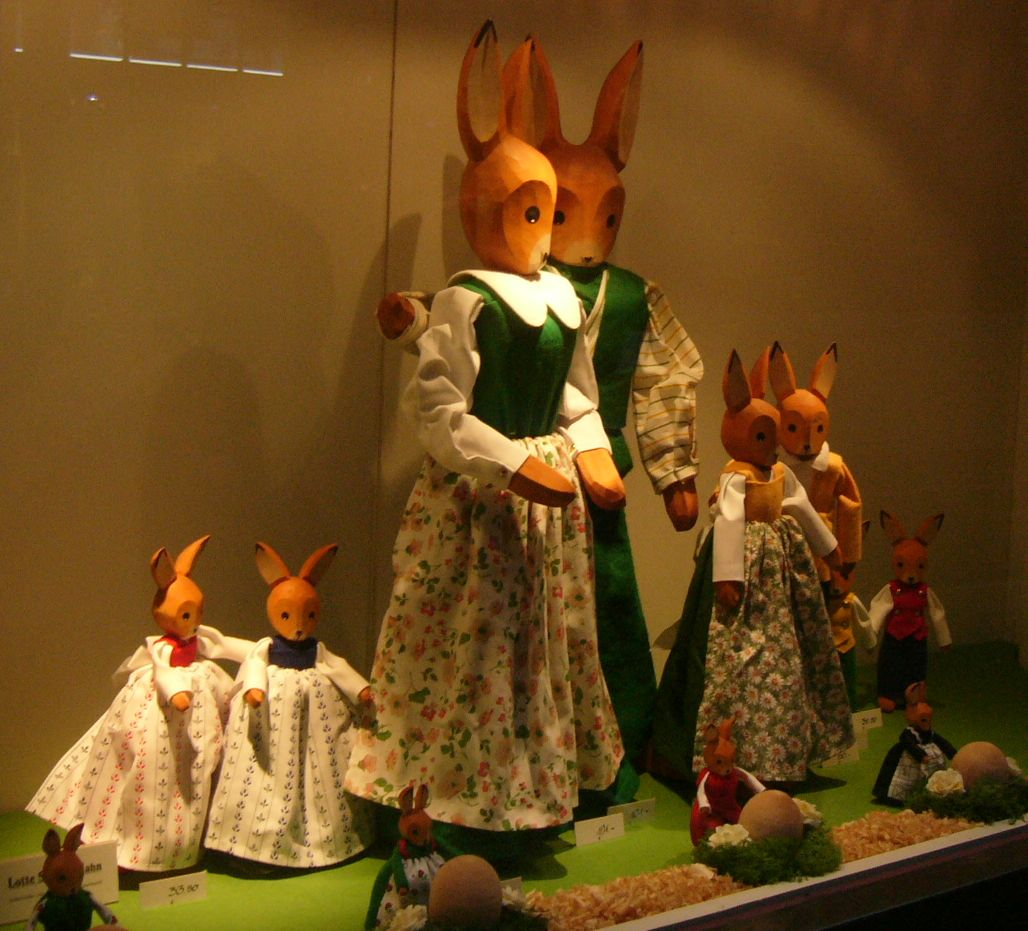
Família de coelhos da páscoa em madeira (artesanato alemão)

O Coelhinho da Páscoa, também chamado de Coelho da Páscoa ou Lebre da Páscoa, é uma figura folclórica e símbolo da Páscoa, representado por um coelho - às vezes vestido com roupas - trazendo ovos de Páscoa.

## História
A tradição do Coelhinho da Páscoa foi transportada para a América pelos imigrantes alemães, entre o final do século XVII e o início do século XVIII. No sul do Brasil, nas regiões bilíngues, o Coelhinho da Páscoa também é chamado de Osterhoos no dialeto Riograndenser Hunsrückisch, e Osterhase no Alemão padrão.
No Antigo Egito, o coelho simbolizava o nascimento e a nova vida. Alguns povos da Antiguidade consideravam o coelho como o símbolo da Lua, portanto, é possível que ele tornou-se símbolo pascal devido ao fato da Lua determinar a data da Páscoa. O certo é que os coelhos são notáveis por sua capacidade de reprodução, e geram grandes ninhadas, e a Páscoa marca a ressurreição, vida nova, tanto entre os judeus quanto entre os cristãos.
Existe também a lenda de que uma mulher pobre coloriu alguns ovos de galinha e os escondeu, para dá-los a seus filhos como presente de Páscoa. Quando as crianças descobriram os ovos, um coelho passou correndo. Espalhou-se, então, a história de que o coelho é que havia trazido os ovos. Desde então as crianças sempre acreditaram no coelhinho da páscoa, a história que seus pais lhes contavam. O Coelhinho da Páscoa é a principal atração entre as crianças.